# BMW Isetta

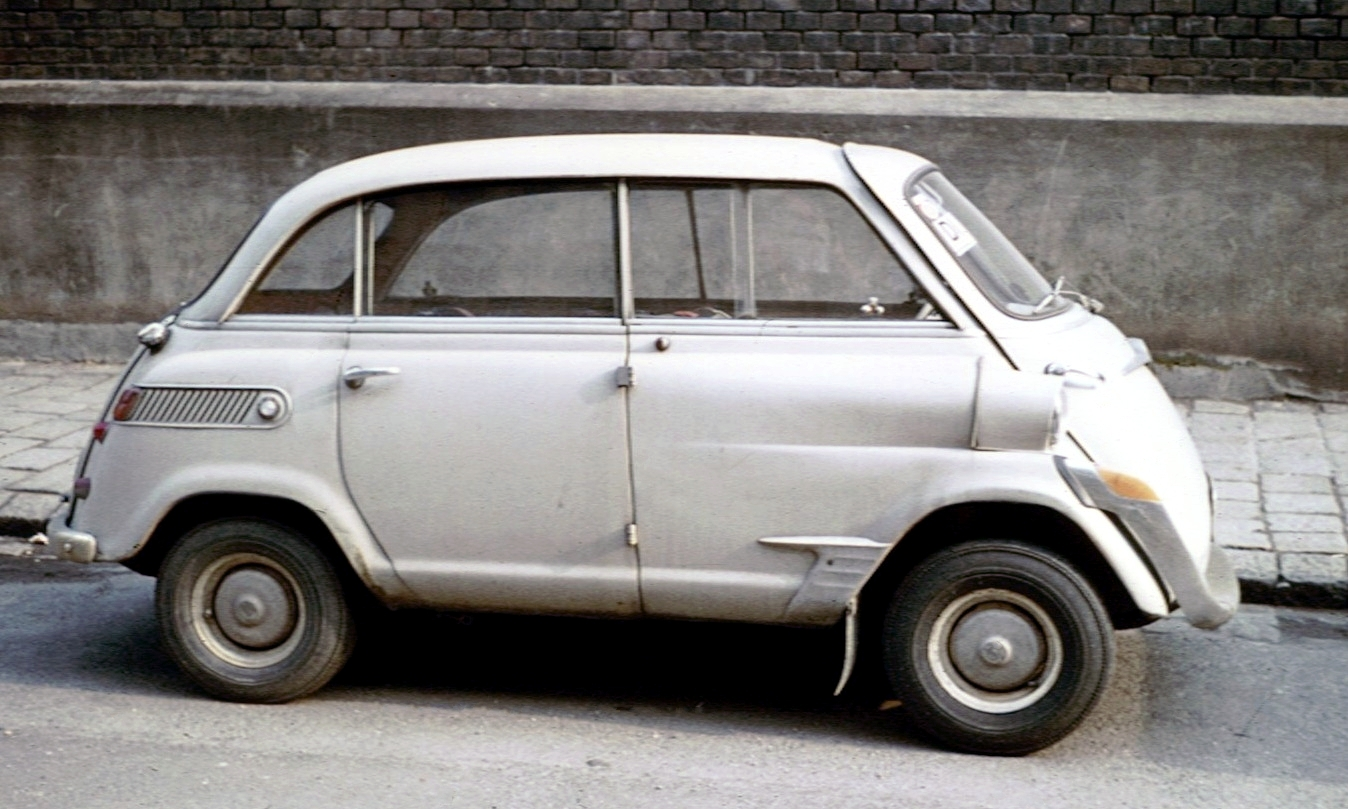
BMW 600

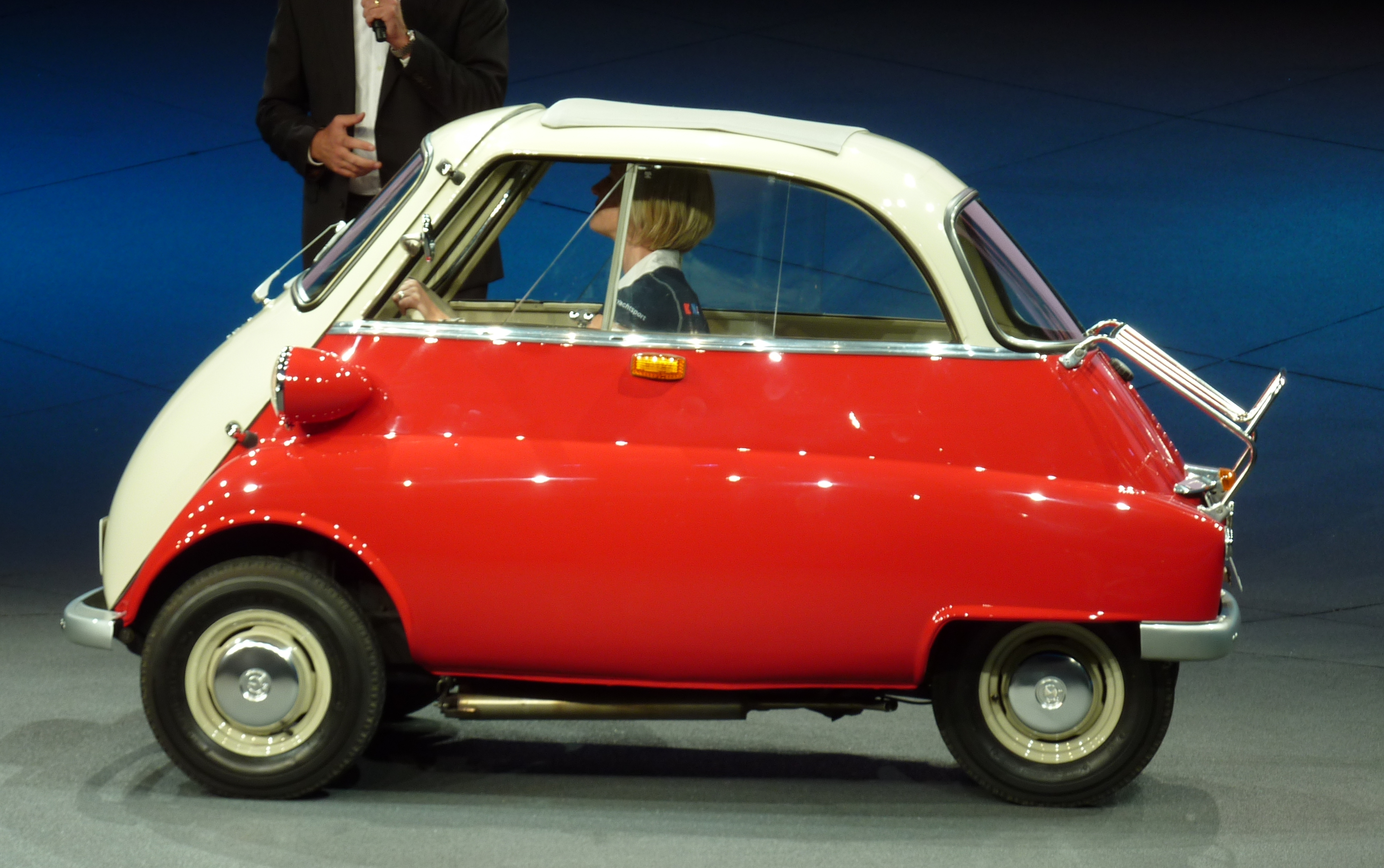
BMW Isetta na IAA 2009

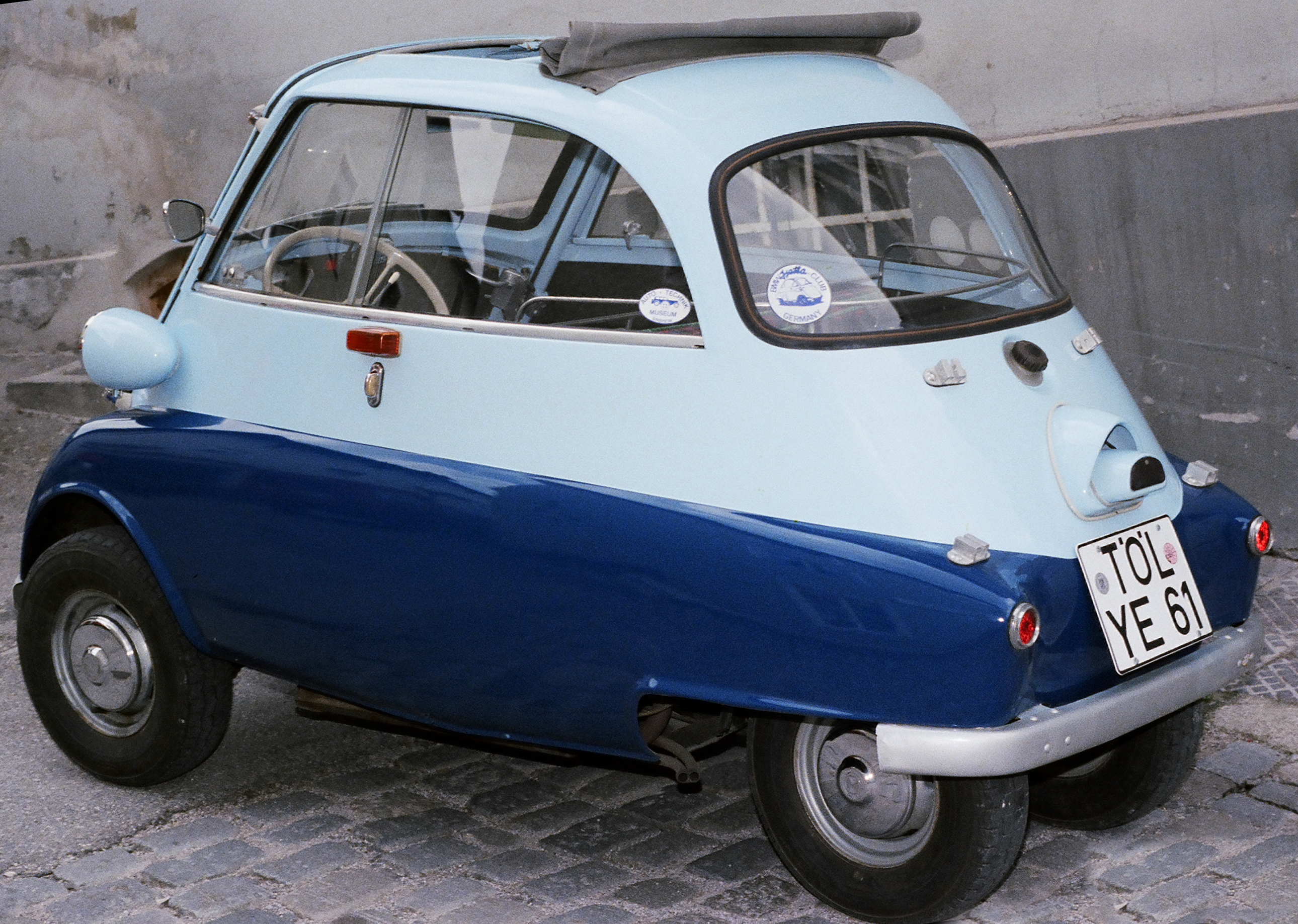
BMW Isetta 300

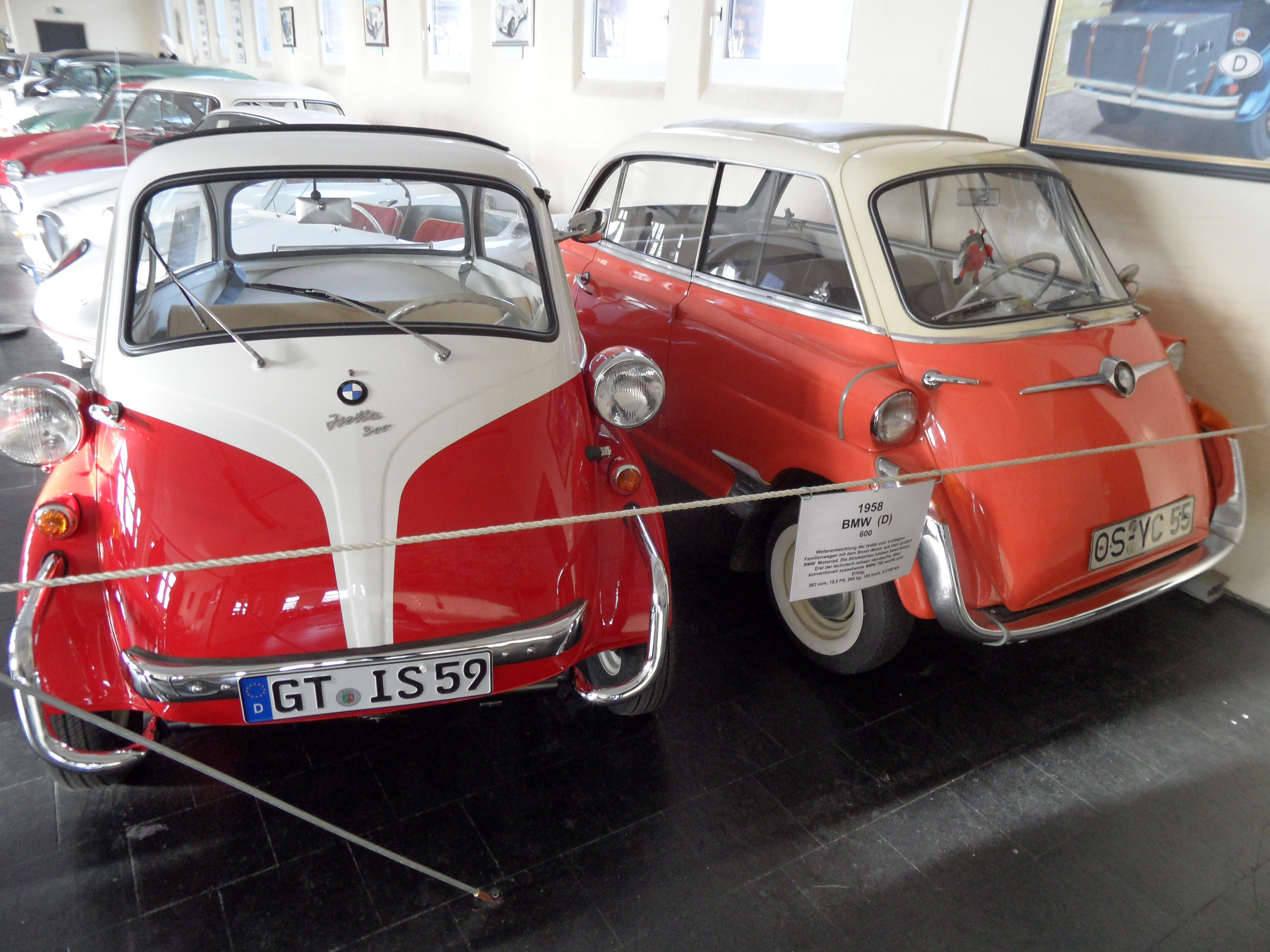
BMW Isetta 300 i BMW 600

BMW Isetta – mikrosamochód produkowany w latach 1955–1962 przez koncern BMW. Wersja licencyjna włoskiego samochodu Iso Isetta.

## Historia
Model był produkowany z przeznaczeniem na rynek europejski oraz amerykański. Pierwowzór BMW Isetta, Iso Isetta, został odkryty przez wysłannika BMW na Salonie samochodowym w Genewie w 1954 . Zarząd BMW postanowił odkupić licencję od włoskiej firmy Iso i wyposażyć pojazd we własną jednostkę napędową pochodzącą z motocykla. Rozpoczętą w 1955 produkcję BMW Isetty zakończono w 1962 . Wyprodukowano 161 728 egzemplarzy. Obecnie brytyjska spółka Harrington działająca w Sajgonie w Wietnamie produkuje elektryczną wersję Isetty.

## Modele

### Rynek europejski
| Data | Wersja                               |
| ---- | ------------------------------------ |
| 1955 | Isetta 250                           |
| 1955 | Isetta 300                           |
| 1957 | BMW 600                              |
| 1958 | Isetta Dreirad                       |
| 1959 | zakończenie produkcji BMW 600        |
| 1960 | zakończenie produkcji Isetta Dreirad |
| 1962 | zakończenie produkcji Isetta 250     |
| 1962 | zakończenie produkcji Isetta 300     |

### Rynek amerykański
| Data | Wersja                           |
| ---- | -------------------------------- |
| 1956 | Isetta 300                       |
| 1958 | BMW 600                          |
| 1958 | zakończenie produkcji Isetta 300 |
| 1959 | zakończenie produkcji BMW 600    |

## Dane techniczne
| Model      | Typ silnika                          | Pojemność skokowa | Moc                        | Opony  | Masa własna | Prędkość maksymalna | Przyspieszenie 0-80km/h | Zużycie paliwa |
| ---------- | ------------------------------------ | ----------------- | -------------------------- | ------ | ----------- | ------------------- | ----------------------- | -------------- |
| Isetta 250 | Jednocylindrowy chłodzony powietrzem | 247 cm³           | 12 KM przy 5800 obr./min   | 3.0×10 | 360 kg      | 85 km/h             | 40 s                    | 5,5 l/100km    |
| Isetta 300 | Jednocylindrowy chłodzony powietrzem | 297 cm³           | 13 KM przy 5200 obr./min   | 3.0×10 | 360 kg      | 85 km/h             |                         | 5,5 l/100km    |
| BMW 600    | Dwucylindrowy chłodzony powietrzem   | 582 cm³           | 19,5 KM przy 4500 obr./min | 3.5×10 | 550 kg      | 103 km/h            | 58 s                    | 6,0 l/100km    |